# Crinum amphibium
Crinum amphibium là một loài thực vật có hoa trong họ Amaryllidaceae. Loài này được Bjorå & Nordal mô tả khoa học đầu tiên năm 2008.